# Convention d'Annapolis (1786)
Pour les articles homonymes, voir Convention d'Annapolis.

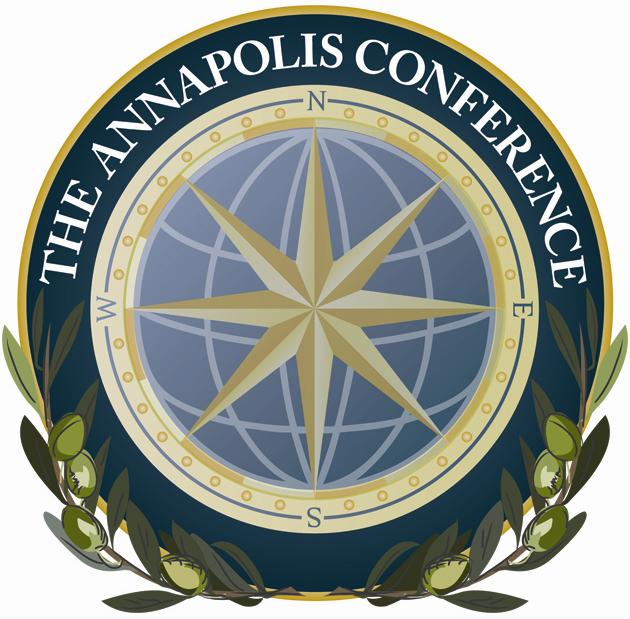
À l’occasion de la conférence d’Annapolis, le Centre Peres pour la Paix finance une distribution du jeu à grande échelle en Israël et en Palestine.

La Convention d'Annapolis est une rencontre ayant eu lieu à Annapolis (Maryland) de 12 délégués de cinq États (New Jersey, New York, Pennsylvanie, Delaware et Virginie), appelés pour une Convention Constitutionnelle, en 1786. Le titre officiel est Rencontre de commissaires pour remédier aux défauts du gouvernement fédéral (Meeting of Commissioners to Remedy Defects of the Federal Government en anglais). Les défauts auxquels ils devaient remédier étaient les barrières limitant le commerce ou le commerce entre les États en grande partie indépendants depuis les Articles de la Confédération.

## Histoire
L'origine immédiate de cette convention est une dispute entre la Virginie et le Maryland concernant la navigation sur le Potomac. Face à de tels contentieux, le Congrès de la Confédération ne disposait d'aucun moyen d'action. En mars 1784, James Madison proposa que des représentants des deux États se rencontrent dans le domaine de George Washington à Mount Vernon pour régler le contentieux. Ce fut fait le 25 mars 1785 et après s'être mis d'accord sur le problème particulier qui les réunissait, les délégués appelèrent à une coopération inter-États plus large. S’appuyant sur ce résultat, James Madison fit adopter par l'assemblée de Virginie une résolution appelant à une convention nationale à Annapolis pour discuter de la régulation commerciale entre États.
La Convention eut lieu du 11 au 14 septembre 1786. Les commissaires ont estimé qu'il n'y avait pas assez d'États représentés pour parvenir à un accord. Le New Hampshire, le Massachusetts, Rhode Island et la Caroline du Nord avaient désigné des délégués qui n'arrivèrent pas à temps à Annapolis, tandis que le Connecticut, le Maryland, la Caroline du Sud et la Georgie n'avaient pris aucune initiative.
Ils écrivirent un rapport qu'ils envoyèrent au Congrès de la Confédération et aux États. Le rapport a demandé à ce qu'une réunion plus importante ait lieu en mai suivant à Philadelphie, exprimant l'espoir que plus d'États seraient représentés et que leurs délégués seraient autorisés à examiner des secteurs plus large que le commerce.
En réponse, le Congrès prit une position officielle de soutien à la Convention de Philadelphie le 21 février 1787 dans "le seul et express but de réviser les Articles de la Confédération".

## Délégués
Les délégués étant présents, par État :
- New York: Egbert Benson et Alexander Hamilton
- New Jersey: Abraham Clark, William Houston et James Schureman
- Pennsylvanie: Tench Coxe
- Delaware: George Read, John Dickinson et Richard Bassett
- Virginie: Edmund Randolph et James Madison